# Bauhinia ampla
Bauhinia ampla är en ärtväxtart som beskrevs av Johan Baptist Spanoghe. Bauhinia ampla ingår i släktet Bauhinia och familjen ärtväxter.

## Underarter
Arten delas in i följande underarter:
- B. a. ampla
- B. a. schlechteri